# Gryllotalpa chinensis
Gryllotalpa chinensis is een rechtvleugelig insect uit de familie veenmollen (Gryllotalpidae). De wetenschappelijke naam van deze soort is voor het eerst geldig gepubliceerd in 1838 door Westwood.